# Dora Yu
Dora Yu (Yu Cidu, 1873-1931) foi saudada pelos missionários ocidentais como a evangelista chinesa "mais proeminente" da China no início do século XX. Seu ministério de reavivamento foi particularmente eficaz no meio da classe chinesa alta e educada.
Em uma das reuniões de reavivamento de Dora Yu em Fuzhou, em 1920, o jovem Watchman Nee, de 17 anos, experimentou uma poderosa salvação e imediatamente se consagrou ao serviço de tempo integral a Deus. Além de "mãe espiritual" de Watchman Nee, Dora Yu foi também a mentora por meio de quem Watchman Nee foi introduzido nas verdades bíblicas fundamentais e na experiência de vida interior.
Texto do livro "Dora Yu e o Reavivamento Cristão do Século XX na China", do autor Silas H. Wu, Editora Arvore da Vida Oh! Senhor Jesus!